# Pablo Pereira
Pablo Daniel Pereira Coitiño, ou simplesmente Pablo Pereira (Montevidéu, 30 de janeiro de 1986), é um futebolista uruguaio. Atualmente, está no El Tanque Sisley

## Carreira
Apelidado por seus companheiros de Muhammad Ali, em alusão ao lendário pugilista estadunidense, devido ao seu vigor físico, Pablo começou sua carreira nas divisões de base do Peñarol, tradicional clube uruguaio. Antes de tornar-se profissional, transferiu-se para o Villa Española, onde permaneceu por quatro anos. Posteriormente, teve rápidas passagens por Arturo Fernández Vial, Rampla Juniors, Palestino e Palestino.
No início de 2011, chegou ao Sport. No clube pernambucano, permaneceu por pouquíssimo tempo, e trabalhou com o treinador Geninho, que, atualmente no Vitória, o indicou para a diretoria do clube baiano, que o contratou em junho de 2011. No dia 6 do mesmo mês, foi apresentado pelo Leão da Barra. Em 1 de agosto, após dois meses e apenas uma partida disputada pelo clube, Pablo Pereira foi dispensado.